# Aspasia Manos

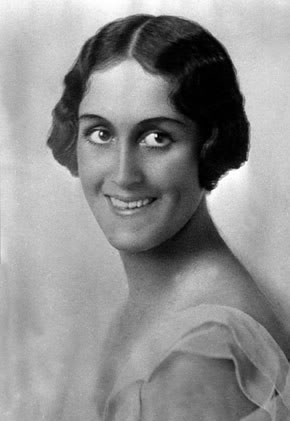
Aspasia Manos.

Aspasia Manos, född 4 september 1896 i Aten, död 7 februari 1972 i Venedig, var en grekisk adelsdam, gift med kung Alexander I av Grekland. Hon bar inte titeln drottning, utan kallades Madame Manos och, efter makens död, prinsessa. 
Aspasia Manos var dotter till översten Petros Manos och Maria Argyropoulos: hennes familj härstammade från fanarioterna, de greker som bott i Konstantinopel och utnämnts till furstar på Balkan, och deltagit i grekiska frihetskriget. 
Manos och Alexander gifte sig borgerligt i en hemlig ceremoni 1919. Vigseln orsakade en sådan skandal att paret tvingades lämna landet en tid. Alexander dog endast ett år senare. De fick en dotter, Alexandra (1921-1993), född efter hans död. Efter Alexanders död återinsattes hans far år 1922 på den grekiska tronen.  
Alexander förklarades postumt ha varit regent i stället för monark, vilket ogiltigförklarade hans och Aspasias äktenskap, eftersom ett kungligt äktenskap måste godkännas av monarken. Alexanders mor, drottning Sofia av Preussen, drev dock samma år igenom en lag som tillät monarken att godkänna ett äktenskap i efterhand, och Aspasia Manos och hennes dotter blev då erkända som medlemmar av kungahuset med titeln prinsessa. Hon var senare fostermor åt sin dotterson, ex-kronprinsen Alexander av Jugoslavien. Aspasia bosatte sig 1935 i Italien, där hon bodde fram till attacken på Grekland 1940, då hon återvände till Aten. Under kriget engagerade hon sig i Röda korset. 1941 evakuerades hon från Grekland och var under andra världskriget bosatt i London. Efter krigsslutet bodde hon återigen i Italien.